# ماركو ريجوني
ماركو ريجوني (بالإيطالية: Marco Rigoni)‏ (5 يناير 1980 في إيطاليا - ) هو لاعب كرة قدم إيطالي في مركز الوسط. شارك مع منتخب إيطاليا تحت 17 سنة لكرة القدم ومنتخب إيطاليا تحت 18 سنة لكرة القدم ومنتخب إيطاليا تحت 19 سنة لكرة القدم. أما مع النوادي، فقد لعب مع كييفو فيرونا ونادي بادوفا ونادي بيسكارا ونادي ترنانا ونادي تريستينا ونادي جنوى ونادي رافينا ونادي سيتاديلا ونادي نوفارا ويوفنتوس.

## روابط خارجية
- ماركو ريجوني على موقع قاعدة بيانات كرة القدم.إي يو (الإنجليزية)
- ماركو ريجوني على موقع Soccerway.com (الإنجليزية)
- ماركو ريجوني على موقع عالم كرة القدم.نت (الإنجليزية)
- ماركو ريجوني على موقع AS.com (الإسبانية)